# Новая Деревня (Верховажский район)
Новая Деревня — деревня в Верховажском районе Вологодской области.
Входит в состав Чушевицкого сельского поселения, с точки зрения административно-территориального деления — в Чушевицкий сельсовет.
Расстояние по автодороге до районного центра Верховажья — 40,5 км, до центра муниципального образования Чушевиц — 7,3 км. Ближайшие населённые пункты — Кудрино, Дресвянка, Зуевские.
По переписи 2002 года население — 53 человека (21 мужчина, 32 женщины). Преобладающая национальность — русские (87 %).